# 新竹縣立自強國民中學
- 關於更多名為自強國中的國民中學，請見「自強國中」。

新竹縣立自強國民中學（簡稱自強國中，英文：Hsin Chu County Tuz Chiang Junior High School），於2001年7月31日完工，位於新竹縣竹東鎮。將於2026年8月改制為新竹縣立自強工業高級中等學校。

## 沿革

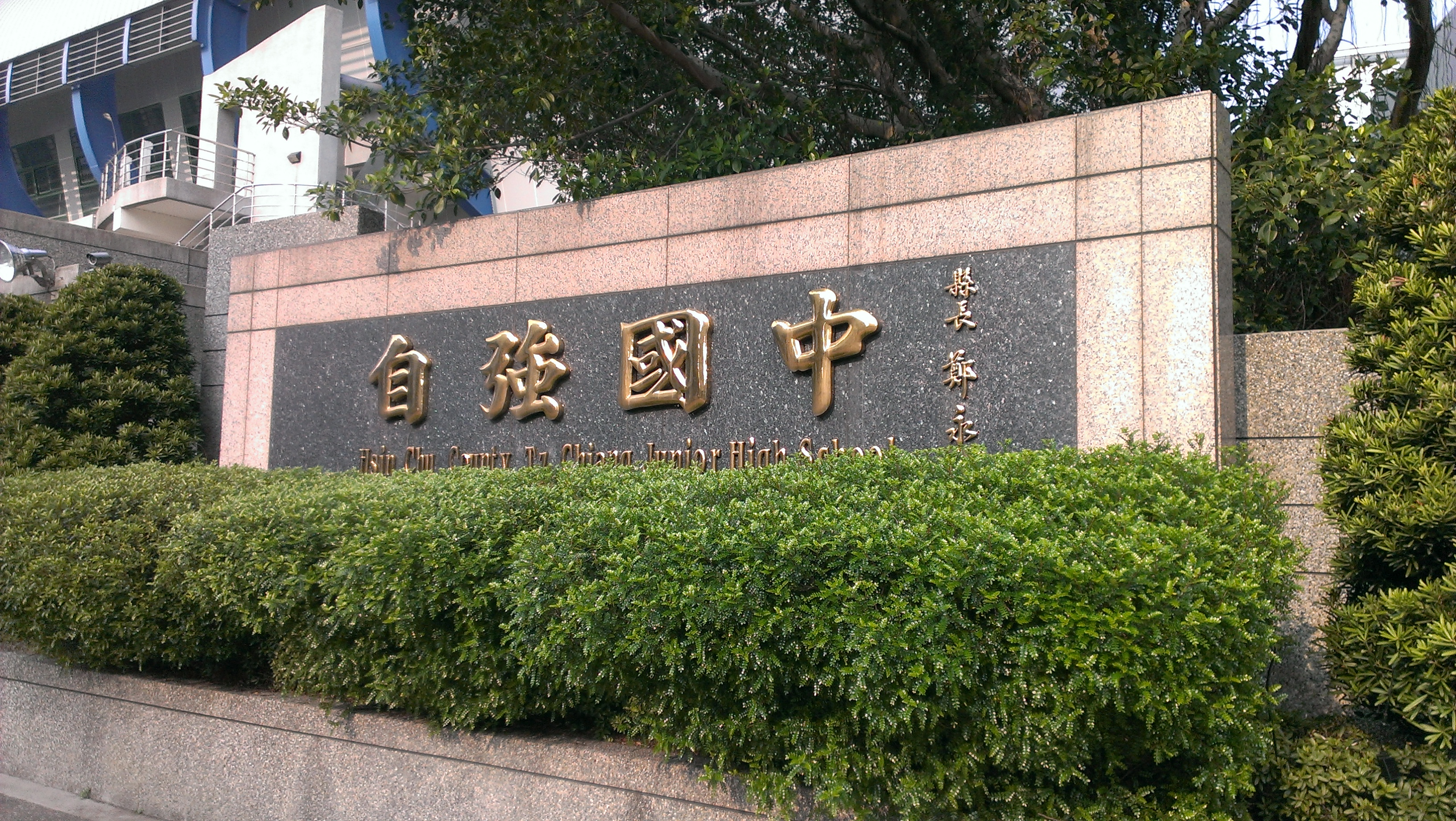
新竹縣自強國中字樣

- 1998年10月奉准籌設自強國中，由二重國中校長余保生先生負責籌備設校工作[3]。
- 2000年7月興建校舍動土奠基典禮。
- 2001年7月第一期校舍工程完工；8月奉准正式成立自強國民中學。
- 2002年9月第二期校舍工程完工；10月校門正式啟用。
- 2004年10月第三期校舍工程完工。
- 2006年8月實施第六屆新生入學總量管制16班。
- 2010年7月文化館落成啟用。
- 2011年11月自強國中10週年校慶。
- 2026年8月改制為新竹縣立自強工業高級中等學校，招收電機科、電子科、化工科[4][5]。

## 校長
- 第一任 余保生， 2001年8月 - 2002年7月
- 第二任 彭鏡洲， 2002年8月 - 2006年7月
- 第三任 彭鏡洲， 2006年8月 - 2010年7月
- 第四任 謝鳳香， 2010年8月 - 2016年7月
- 第五任 林健明， 2016年8月 - 2020年7月
- 第六任 朱紋秀， 2020年8月 -    至今

## 校訓
孝、悌、勤、毅

## 校歌
詞: 鄭永金  曲:徐千惠
頭前溪畔樹杞林　自強我校依溪而立

孝悌勤毅我校精神　春風化雨師道傳承

這裡是我們的快樂園地　這裡有我們的美好回憶

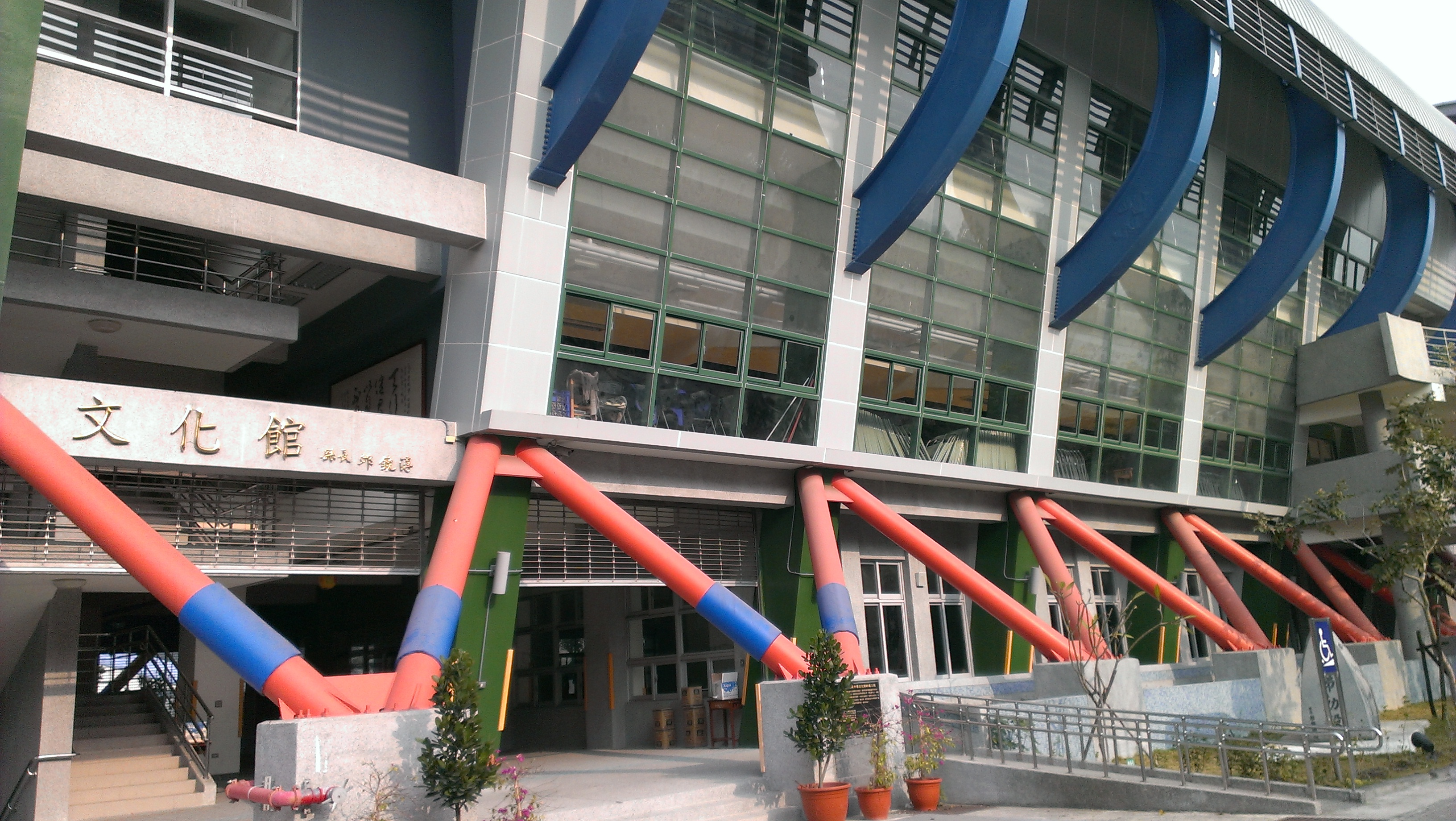
新竹縣自強國中文化館

在這裡　德智體群美五育並進　溫良恭儉讓術德兼備

自強我愛我校自強　自強自強我心常繫

孝悌勤毅我校精神　代代相傳直到永遠

## 學區
榮華里、仁愛里1至6鄰及25鄰、忠孝里7至13鄰及15鄰、五豐里1至44鄰及53鄰、三重里14至18鄰、陸豐里(自由學區)。學區劃分國小為大同國小、中山國小、陸豐國小。

## 管樂團
自強國中管樂團於2005年成立，是一支以藝才班形式的音樂團隊，於校內外參與無數次慶典活動。
參與並連續9年榮獲全國學生音樂比賽管樂合奏比賽特優；2013年更參加第七屆台灣國際音樂節暨第三屆全球華人管樂名校室內管樂合奏大賽中，拿下「金牌獎、最佳指定曲演奏獎與最佳團隊獎」等三項大獎，其中金牌獎與最佳團隊獎更是二次蟬聯。

## 外部連結
- 新竹縣立自強國民中學 （页面存档备份，存于）
- 新竹縣教育局